# Língua timbira
O timbira é uma língua jê falada pelos índios timbiras no Brasil ao leste do rio Tocantins..

## Dialetos
Segundo Nikulin (2020), os dialetos timbiras são:
- Canela (subdividida em Apànjêkra e Ràmkôkãmẽkra), falada no Maranhão, na Terra Indígena Porquinhos e na Terra Indígena Kanela.
- Krahô, falada no Tocantins, na Terra Indígena Kraolândia.
- Krikrati, falada no Maranhão, na Terra Indígena Krikati.
- Pykobjê, falada em Amarante, no Maranhão, na Terra Indígena Governador.
- Parkatêjê, com 12 falantes no Pará, em Bom Jesus do Tocantins, na Terra Indígena Mãe Maria.
- Kỳikatêjê, com 9 falantes no Pará, em Bom Jesus do Tocantins, na Terra Indígena Mãe Maria.

Segundo Ramirez (2015), o contínuo dialetal Timbira-Kayapó (Jê próprio) é:
Canela-Krahô ↔ Gavião-Krĩkati ↔ Apinajé ↔ Kayapó ↔ Suyá-Tapayuna ↔ Panará-Kayapó do Sul

Embora do ponto de vista cultural possam ser considerados um dos povos Timbiras, a língua dos Apinajé está mais próxima da língua Kayapó, e não da Timbira.